# Крюков, Александр Евдокимович
Александр Евдокимович Крюков (1895—1944) — генерал-майор технической службы Рабоче-крестьянской Красной Армии, участник Первой мировой, Гражданской и Великой Отечественной войн.

## Биография

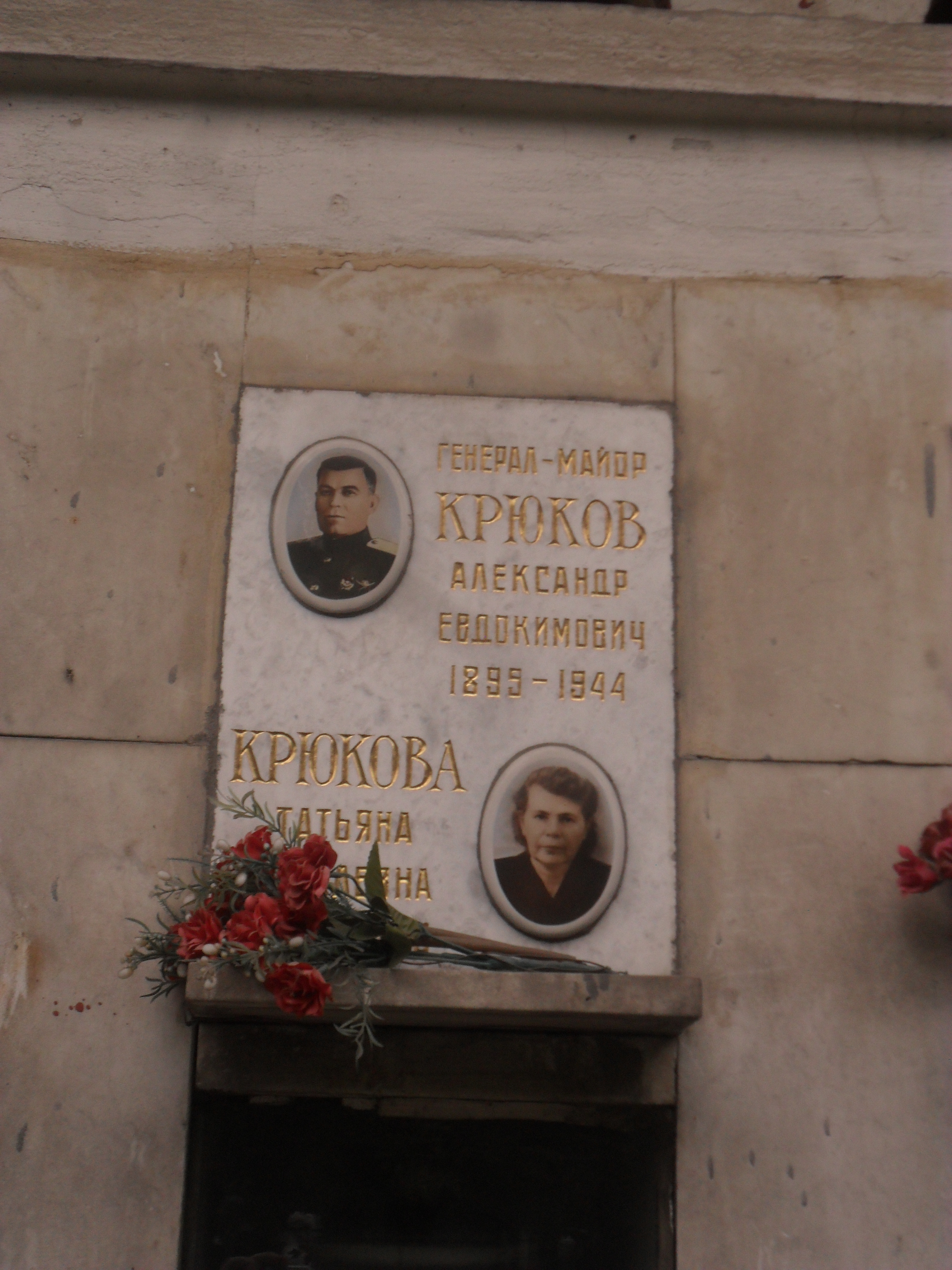
Плита колумбария Крюкова на новодевичьем кладбище Москвы.

Родился 18 октября 1895 года в деревне Карпово Никитской волости Сычевского уезда Смоленской губернии (ныне Сычевского района Смоленской области) в семье крестьянина-мостовщика.
Служил в Русской императорской армии в Преображенском полку, участвовал в боях Первой мировой войны, дослужился до звания унтер-офицера.
В РККА с 3 октября 1918 года. Член ВКП(б) с октября 1919 года.
Участвовал в боях Гражданской войны с 1919 по 1920 год на Южном и Западном фронтах.
После окончания войны продолжил службу в железнодорожных войсках. В 1933 году Крюков окончил Военно-транспортную академию имени Л.М. Кагановича. В 1937—1939 годах он занимал должность начальника военных сообщений РККА.
С августа 1939 по февраль 1940 года - начальник 3-го отдела, с февраля по октябрь 1940 года - начальник 4-го отдела Генерального штаба РККА.
5 ноября 1940 года ему было присвоено звание генерал-майора технических войск.
С октября по ноябрь 1940 года - председатель Высшей аттестационной комиссии Института народного хозяйства.
С ноября 1940 по 1 августа 1941 года - помощник начальника Главного интендантского управления РККА. С 1942 по 1944 год работал в Генеральном штабе, заместитель начальника Управления железнодорожных войск. Руководил восстановлением и строительством ряда важнейших железнодорожных коммуникаций — Сталинградской переправы, Таманской стройки № 99, многих объектов на Западном фронте.
Скончался от болезни 1 марта 1944 года, похоронен в колумбарии Новодевичьего кладбища Москвы.
Был награждён орденами Красного Знамени (24.11.1942) и Красной Звезды (16.08.1936), медалью "ХХ лет РККА" (1938).